# Petit appartement de la reine

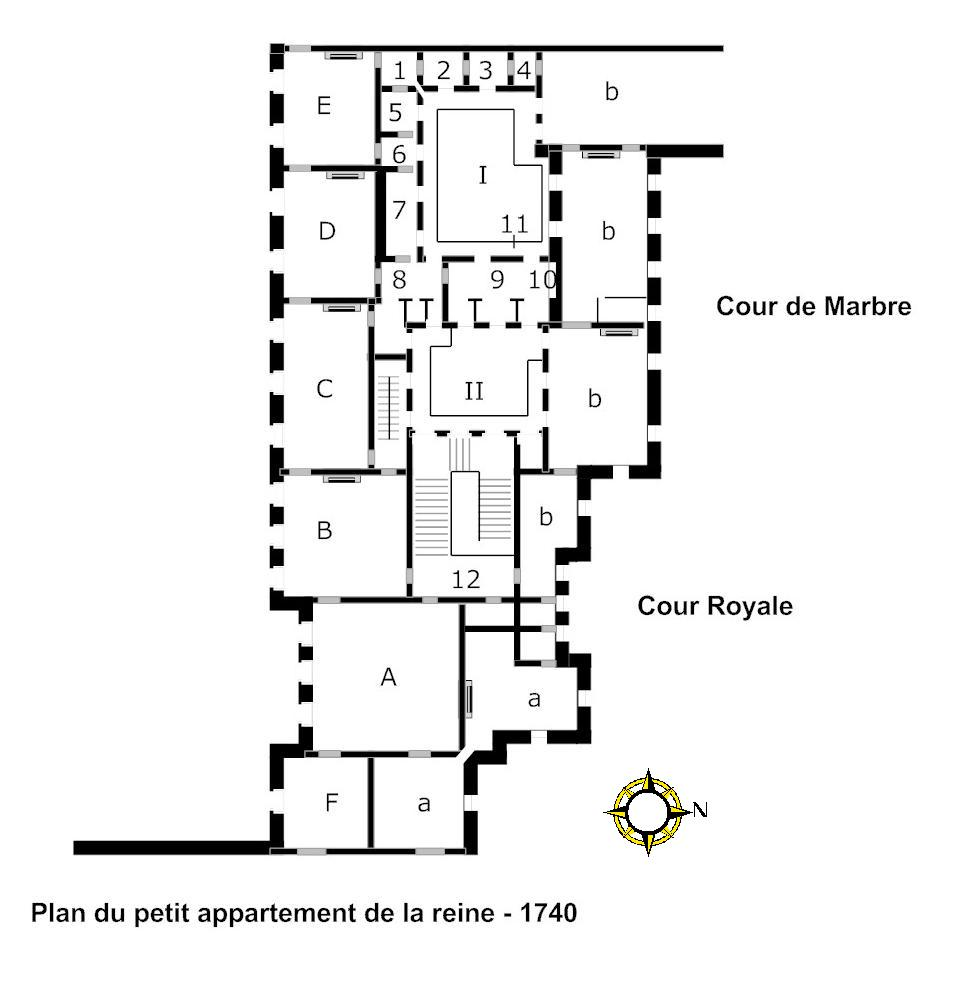
Plan du petit appartement de la reine vers 1740 :
1 : escalier
2 : service de la Reine
3 : valet du Roi
4 : passage
5 : cabinet de la chaise
6 : oratoire
7 : petite galerie
8 : pièce des bains
9 : grand cabinet intérieur
10 : arrière cabinet
11 : terrasse
12 : escalier de la reine
A-F : grand appartement de la reine
a : ancien appartement de la marquise de Maintenon
b : appartement du Roi
I : cour du dauphin
II : cour de la reine

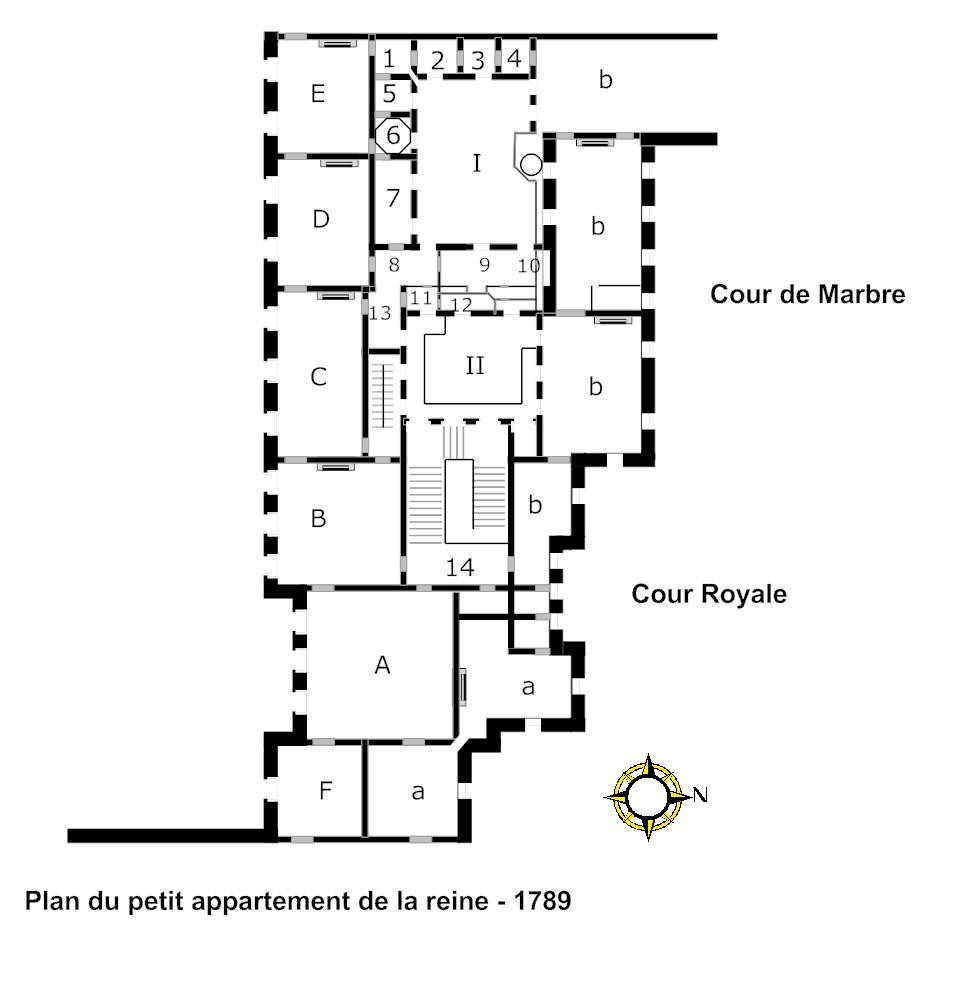
Plan du petit appartement de la reine vers 1789 (1er étage) :
1 : escalier
2 : service de la Reine
3 : escalier à l’appartement de la Reine au rez-de-chaussée
4 : passage
5 : cabinet de la chaise
6 : cabinet de la Méridienne
7 : bibliothèque
8 : supplément de la bibliothèque
9 : grand cabinet intérieur
10 : arrière cabinet
11 : pièce des bains
12 : chambre des bains
13 : antichambres
14 : escalier de la Reine
A-F : grand appartement de la reine
a : appartement du duc de Duras
b : appartement du Roi
I : cour du dauphin
II : cour de la reine

Le petit appartement de la reine est un ensemble de plusieurs pièces sur trois étages, situés dans le corps central du château de Versailles. Ces pièces, situées derrière le grand appartement de la reine, sont éclairées par deux cours intérieures. Elles furent le domaine particulier des reines de France Marie-Thérèse, Marie Leszczynska et Marie-Antoinette. Aussi bien ceux de la duchesse de Bourgogne en tant que dauphine. Les pièces ont été restaurées à leur dernier état d'origine, lorsque Marie-Antoinette les quitta le 6 octobre 1789.

## Marie-Thérèse
Lors de la réalisation du projet initial de Louis Le Vau, l’appartement se composa d’une enfilade de cinq pièces éclairées par des fenêtres sur le côté méridional de la cour de marbre et sur le côté septentrional de la cour de la reine. Après la mort de Marie-Thérèse en 1683, les pièces donnant sur la cour de marbre furent rattachées à l’appartement du roi. À l’époque de Marie-Thérèse ces pièces particulières furent consacrées à la vie privée et familiale de la reine. En raison de la mort prématurée de la reine, peu de renseignements nous sont parvenus quant au décor ou à  l’aménagement de cet appartement à cette époque.
Peu après l’installation de la nouvelle dauphine, Marie-Adélaïde de Savoie, en 1697, le petit appartement de la reine subit des modifications importantes. À partir de 1699, un appartement à trois pièces fut construit et fut connu comme l’appartement de nuit du duc de Bourgogne. Louis XIV fit construire cet appartement afin de faciliter les visites conjugales du duc à sa femme. L’appartement, se compose d’une chambre, d’un cabinet et d’une garde-robe. Lorsqu'il fut achevé, il divisa la cour de la reine en deux parties, la cour de Monseigneur à l’ouest (depuis, cour du Dauphin) et la cour de Monsieur à l’est (depuis, cour de la Reine). Ces pièces communiquèrent avec l’appartement du roi et furent utilisées par la dauphine, jusqu’à sa mort en 1712.

## Marie Leszczynska
Sous Marie Leszczynska, le petit appartement de la reine subit trois phases d’aménagement distinct : la première, de 1728 à 1731 ; la deuxième, de 1737 à 1739 ; la troisième de 1746 à 1748.
La première phase de 1728 à 1731 aboutit à la construction d’une pièce de bains (numéro 8, plan de 1740), de la petite galerie (numéro 7, plan de 1740) et d’un oratoire (numéro 6, plan de 1740).
La deuxième phase fut témoin des réaménagements importants dans la petite galerie avec l’installation de boiseries en vernis Martin. À cette époque, l’appartement de nuit du duc de Bourgogne fut réaménagé avec la construction du grand cabinet intérieur (numéro 9, plan de 1740) et de l’arrière cabinet (numéro 10, plan de 1740) ; les deux pièces présentèrent des boiseries finement sculptées et peintes. À partir de cette époque, un bon nombre d’œuvres par François Boucher et Charles Antoine Coypel furent exposées dans le petit appartement de la reine.
La phase de 1746 à 1748 fut témoin du réaménagement de la petite galerie lorsque la pièce fut surnommée soit cabinet chinois – en raison de huit panneaux à la chinoise peints par Marie Leszczynska – soit laboratoire, où la reine pratiquait ses loisirs. L’ancien oratoire fut converti en tant que cabinet de la Méridienne avec des nouvelles boiseries par Jacques Verberckt. La pièce des bains reçut des nouvelles boiseries par les frères Rousseau et des peintures par Charles-Joseph Natoire ; le grand cabinet intérieur reçut de nouvelles boiseries également par Verberckt. Cependant, les boiseries en vernis Martin qu'on peut encore voir dans l'arrière du cabinet datent des années 1750 et proviennent d'une autre pièce du château.

## Marie-Antoinette
La renommée du petit appartement de la reine est due à la dernière reine de France de l'Ancien Régime, Marie-Antoinette. L’état restauré de ces pièces actuelles à Versailles se rapproche étroitement du petit appartement de la reine à l’époque de Marie-Antoinette. À partir de 1779, le petit appartement de la reine fut réaménagé pour la nouvelle reine.

### L'appartement du rez-de-chaussée
Il a été constitué par Marie-Antoinette elle-même et comprenait trois pièces : une chambre, une salle de bains et une bibliothèque. Elle y a emménagé en 1784. Dans la chambre, les boiseries ont complètement disparues mais le mobilier a pu être reconstitué : commode, secrétaire et coiffeuse de Jean-Henri Riesener, sièges de George Jacob. Elle conserve une superbe cheminée en marbre griotte rehaussé de bronzes dorés et est dite "chambre verte" en raison de la couleur du tissu des murs. D'importants tableaux y sont présentés. La salle de bain a également été remeublée et a fait l'objet d'une mise en scène temporaire par Isabelle de Borchgrave, lors de son inauguration en 2011. Ses boiseries ont été dessinées par Richard Mique et sculptées par les frères Rousseau. Ce sont les Amis européens de Versailles qui l'ont prise en charge.

### Les cabinets intérieurs du premier étage
En 1779, vraisemblablement afin de donner une cohésion décorative à son appartement, Marie-Antoinette demanda à son architecte préféré, Richard Mique, de faire tapisser les murs de son petit appartement d’une tenture de satin blanc broché avec des guirlandes. Les tentures qui coûtèrent 100 000 livres furent pourtant remplacées par des boiseries en 1783.
En 1781, pour fêter la naissance du premier dauphin, Louis XVI chargea Mique de réaménager le cabinet de la Méridienne (numéro 6, plan de 1789) . C'est dans cette pièce octogonale que Marie-Antoinette pouvait se reposer dans la journée. Les pans coupés préservaient la tranquillité de la reine, en permettant aux femmes de chambre de circuler autour de la Méridienne sans la déranger. Un décor conçu par Richard Mique remplace l'ancien décor rocaille. Les motifs des boiseries, dues aux frères Rousseau, et les bronzes autour des portes vitrées évoquent la reine (l'aigle d'Autriche) et le roi (l'aigle, symbole de Jupiter) mais également l'amour, par des tiges de rosier et des cœurs, le mariage, par des paons, attributs de Junon, ainsi que la maternité, par des dauphins. Un divan est placé dans une niche de glaces. Il est tendu du même tissu que les deux fauteuils de Georges Jacob meublant la pièce. L'étoffe d'origine, en 1781, était une grenadière bleu glacé. Un guéridon au plateau en bois pétrifié, monté sur un pied d'acier orné de bronzes dorés, complète l'ameublement de la pièce. C'est sa mère, Marie-Thérèse, qui offrit à Marie-Antoinette ce meuble réalisé en 1770 à Vienne par Anton Mathias Domanock (1713-1779). De 2013 à 2015, le cabinet de la Méridienne a été restauré. Comme les boiseries n'avaient jamais été décapées, la dorure d'origine a pu être sauvegardée. Les chiffres de Louis XVI et Marie-Antoinette, buchés à la Révolution mais encore visibles, ont pu être restitués. La teinte d'origine du parquet, « couleur citron », qui subsistait dans un placard, a pu être rétablie.
1781 fut également témoin de l'aménagement de la bibliothèque – sur l’emplacement auparavant occupé par la petite galerie de Marie Leszczynska (numéro 7, plan de 1789) – et le supplément de la bibliothèque – l’ancienne pièce des bains de Marie Leszczynska (numéro 8, plan de 1789) ; de plus, une toilette à l’anglaise, une pièce des bains et une salle des bains furent aménagées donnant sur la cour de la Reine.
La dernière modification importante au premier étage du petit appartement de la reine s’acheva en 1783 où Marie-Antoinette fit réaménager le grand cabinet intérieur. Les tentures précieuses de 1779 furent remplacées par des boiseries dorées et la pièce fut rebaptisée "Cabinet doré". Les boiseries des frères Rousseau montrent un décor de sphinx et de trépieds antiques. L'ensemble a été restauré en 2003 par Frédéric Didier, qui a rétabli les deux portes-fenêtres ; en effet, à l'origine, le service se faisait par le balcon. Il a également restitué le chiffre de Marie-Antoinette qui avait été bûché et remis en teinte le parquet. Les sièges, œuvre de Georges Jacob, forment un ensemble composé de quatre fauteuils, d’une bergère, de quatre chaises, de deux tabourets, auxquels s'ajoutent un écran de cheminée et un paravent. Ces meubles avaient été vendus à la Révolution ; le Garde-Meuble impérial les avait rachetés en 1810 pour le palais de Fontainebleau. Identifiés, recouverts d’un velours de soie vert anglais galonné à la Bourgogne, ils ont été réinstallés dans le cabinet doré en 2010. Cette pièce contient aussi le bureau de Marie-Antoinette, réalisé par Jean-Henri Riesener en 1783. Cette table-bureau a regagné Versailles après avoir été acquise par l'État français en mars 2011. Destinée à l'origine au salon de la maison de la Reine au Hameau, elle est désormais présentée dans le Cabinet doré. D'autres "équivalences" y figurent : la commode de Riesener provient de Marly et les vases de Sèvres de Saint-Cloud.
Dans l'arrière cabinet, Marie-Antoinette fit remonter des boiseries en vernis Martin datant des années 1750 et provenant de l'appartement de sa belle-mère, Marie-Josèphe de Saxe,. De nos jours, la plupart des meubles qui se trouvaient dans la pièce à l'époque de Marie-Antoinette sont conservés au Metropolitan Museum of Art, dont les meubles en laque de Riesener,.
La restauration des cabinets du premier étage est achevée : le cabinet de la Méridienne a été terminé en 2015 avec le soutien des Amis, sauf pour les textiles, pour lesquels on avait d'abord mis en place une soierie bleue correspondant au premier état. Puis diverses découvertes ont permis de restituer (à grands frais parce que très coûteux) le dernier état voulu par Marie-Antoinette. Le tissu choisi à partir d'échantillons préservés sous les manchettes et les dos des sièges est une soierie parme en partie brochée de fleurs, et en partie brodée de liserés et bandes de feuillage dans des tons de vert,. Le tissage a été réalisé chez Tassinari et Chatel, mais la broderie est pour l'instant différée. La passementerie assortie est aussi très raffinée ; elle a été fournie par la maison Declercq. L'ensemble de ces prestations a été pris en charge par les Amis européens de Versailles.
Les Amis sont également intervenus pour la bibliothèque et le supplément de bibliothèque en 2019. Ce dernier chantier fut l'occasion de découvrir des mécanismes de serrurerie très innovants, portant sur les condamnations centralisées des hautes vitrines et les crémaillères. Les six petites pièces du passage entre la chambre de la Reine et l'Œil-de-bœuf, dont le cabinet de toilette anciennement cabinet de la duchesse de Bourgogne n'ont eu droit qu'à une restauration sommaire. Le cabinet de toilette était pourtant une des pièces phares de l'appartement au temps de Marie-Antoinette, celle où elle s'habillait aidée par Rose Bertin. Il avait conservé une partie des moulures dorées du temps de la duchesse de Bourgogne (selon les instructions de Louis XIV) et était garni de grandes glaces permettant à la reine de se voir sous toutes les coutures, avant que les glaces ne soient enlevées et qu'on décide de tout peindre en blanc. Le mobilier qui faisait sa parure est désormais à Chantilly. Entre le cabinet de toilette et l'Œil-de-bœuf, une pièce modeste conserve un rare plafond (vestige de l'appartement de Marie-Thérèse) et dessert deux escaliers, celui dit des Dupes, qui permet de monter à l'appartement de Fersen et celui qui mène au passage du roi, par lequel Louis XVI a tenté de rejoindre sa femme au matin du 6 octobre 1789.
A l'est des cabinets du premier étage se trouve l'appartement des bains (salle de bain et chambre de bain). Sa restauration était achevée au moment de l'inauguration de 2023.

### Les cabinets intérieurs du second étage
La reine dispose également de cabinets intérieurs au second étage. Ils comportent notamment un cabinet de retraite, une salle à manger et une salle de billard. Dans la salle à manger, sont exposées des pièces du service en porcelaine de Sèvres dit "à frise riche en couleurs et riche en or" commandé par Marie-Antoinette et livré par la manufacture de Sèvres en 1784. Il existe en fait deux jeux de ce service. En juin 1784, Louis XVI offrit le premier, qui avait été commandé par Marie-Antoinette, au roi de Suède Gustave III alors en visite en France. La manufacture de Sèvres diligenta un second service de même décor pour la reine Marie-Antoinette et le livra en août 1784. Ces deux services au décor identique sont difficiles à différencier ; les marques des peintres et des doreurs peuvent y aider. Un tissu à décor perse avec bordures à motifs de palmettes a été tissé en 2008 avec l'aide des Amis de Versailles pour cette salle à manger. Le même tissu couvrait les murs du couloir. Mais en 2019, le modèle du tissu d'origine a été retrouvé : il s'agit d'une toile de Jouy superfine au motif "Grand Ananas". Il a fallu ensuite plusieurs années à la maison Pierre Frey pour le fabriquer en utilisant 22 planches d'impression, une par couleur. Il recouvre maintenant les murs de la salle à manger et du boudoir attenant (une petite pièce où ont été installés les meubles les plus précieux), ainsi que les sièges de ces deux pièces. On l'a aussi utilisé pour les rideaux. C'est en fait une hiérarchie des tissus qui a été mise en place pour différencier les principales catégories de pièces du second étage : pièces à la reine, premières femmes de chambre, service de la reine.
Le cabinet du Billard de Marie-Antoinette a été restauré en 1994. Il est, lui, doté du tissu le plus précieux : il s'agit d'un lampas broché en velouté et soie nuée sur fond blanc chenillé. Le dessin est un entrelacs de guirlandes de fleurs et de feuilles formant des rinceaux qui entourent des médaillons comportant six motifs différents. Cette étoffe, dessinée par Jacques Gondouin, avait été tissée à l'origine en 1779 pour le meuble d'hiver du cabinet intérieur de Marie-Antoinette à Versailles et réutilisée dans la pièce du billard quand le cabinet intérieur du premier est devenu le Cabinet doré. Elle a été retissée pour cette salle du billard par la manufacture de soieries lyonnaises Tassinari et Chatel. Cette restauration a été financée grâce au soutien de Lady Michelham par l'intermédiaire des Amis de Versailles. Une politique active d'acquisitions a permis au cabinet du Billard de se remeubler progressivement. C'est Georges Jacob qui en a livré les sièges. Versailles a pu acquérir deux canapés, des fauteuils, des chaises, un tabouret de pied, plus une superbe bergère de François II Foliot auparavant au premier et montée au second, encore à retapisser en 2023.
On trouve aussi à cet étage des pièces à l'usage de la première femme de chambre et du service de la reine, ainsi que le logement dit de Fersen, anciennement attribué au premier valet de chambre du roi et récupéré par Marie-Antoinette.
L'étage a été transformé en petit musée, avec de nombreux tableaux représentant Marie-Antoinette, ses enfants, le reste de la famille royale ou madame Campan. La collection de laques données à la reine par sa mère l'impératrice et complétée par des achats personnels est exposée maintenant dans le boudoir, alors qu'elle était à l'origine dans le Cabinet doré, entourée de meubles de Riesener en laque. Le service de Sèvres "riche en or et riche en couleurs" est par contre toujours à sa place dans la salle à manger. Parmi les meubles précieux, on peut citer la pendule en ivoire tourné par Louis XV, une table chiffonnière à plaques de porcelaine d'Adam Weisweiler, ou un serre-bijoux de Martin Carlin. On trouve même sur le palier d'un des escaliers dérobés des malles servant au transport des vêtements de la reine, car elle ne disposait pas dans ses appartements de "dressing".

## Galerie des images

La bibliothèque au premier étage
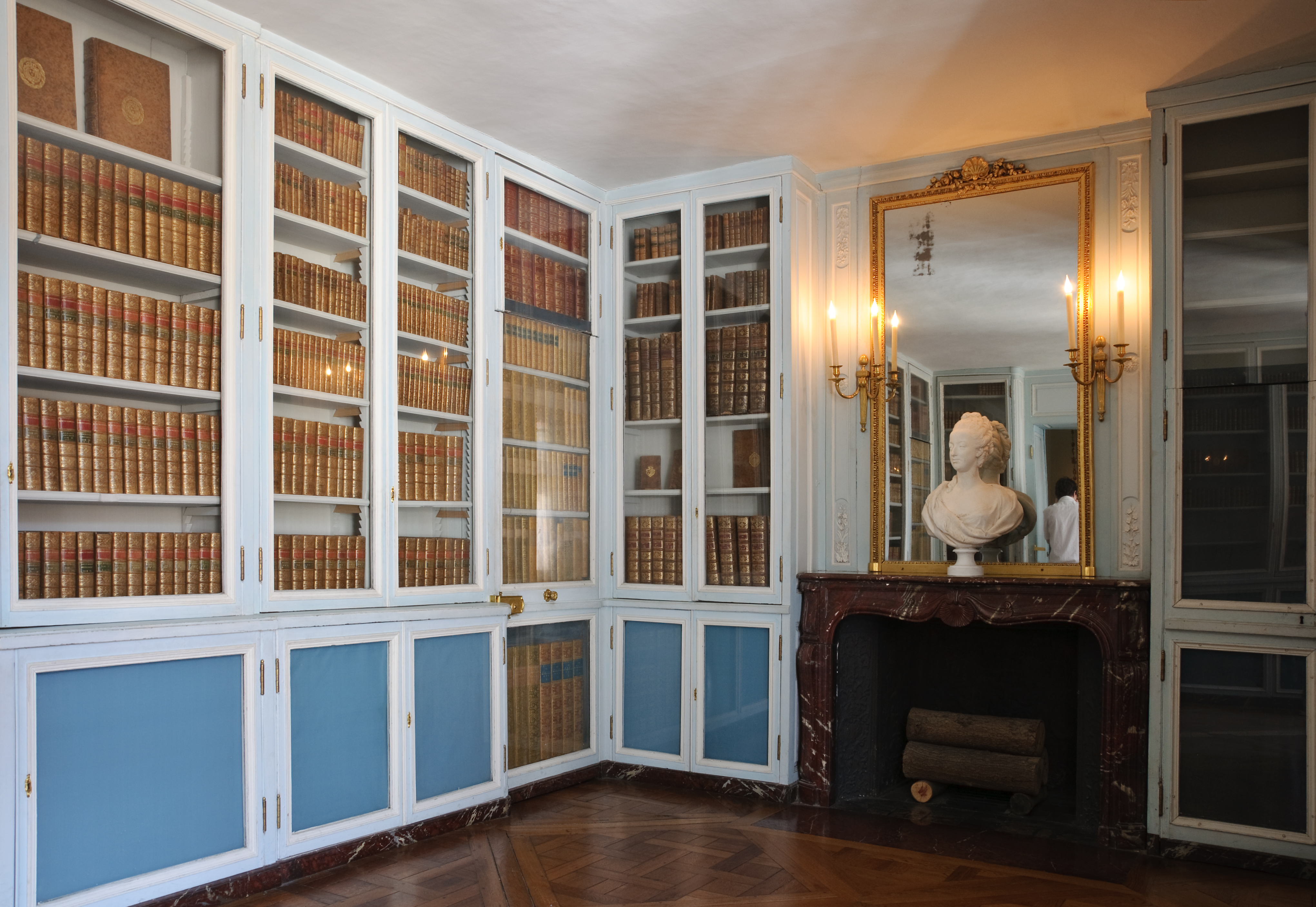
Le supplément de bibliothèque au premier étage
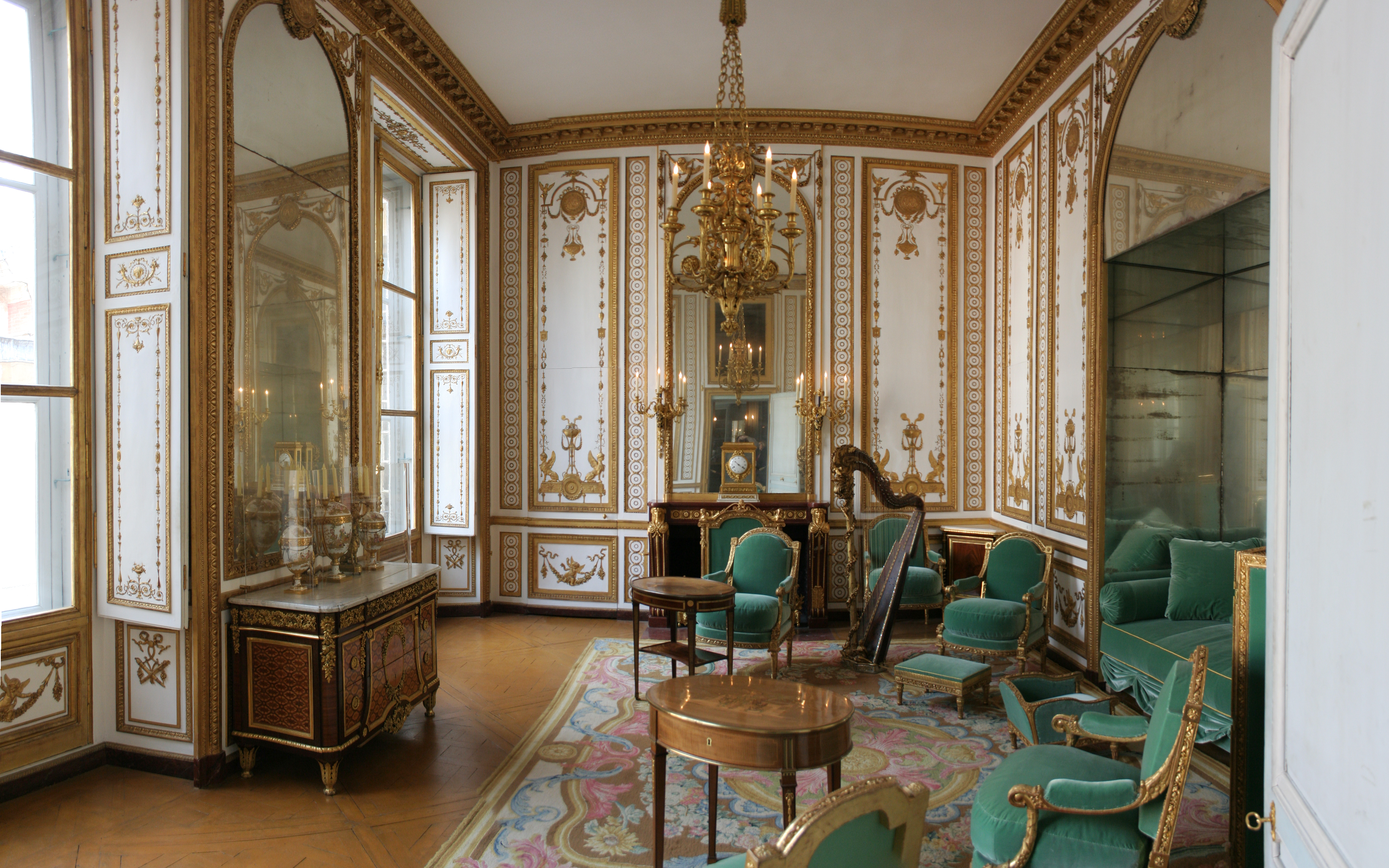
Le grand cabinet intérieur de la Reine ou Cabinet doré au premier étage
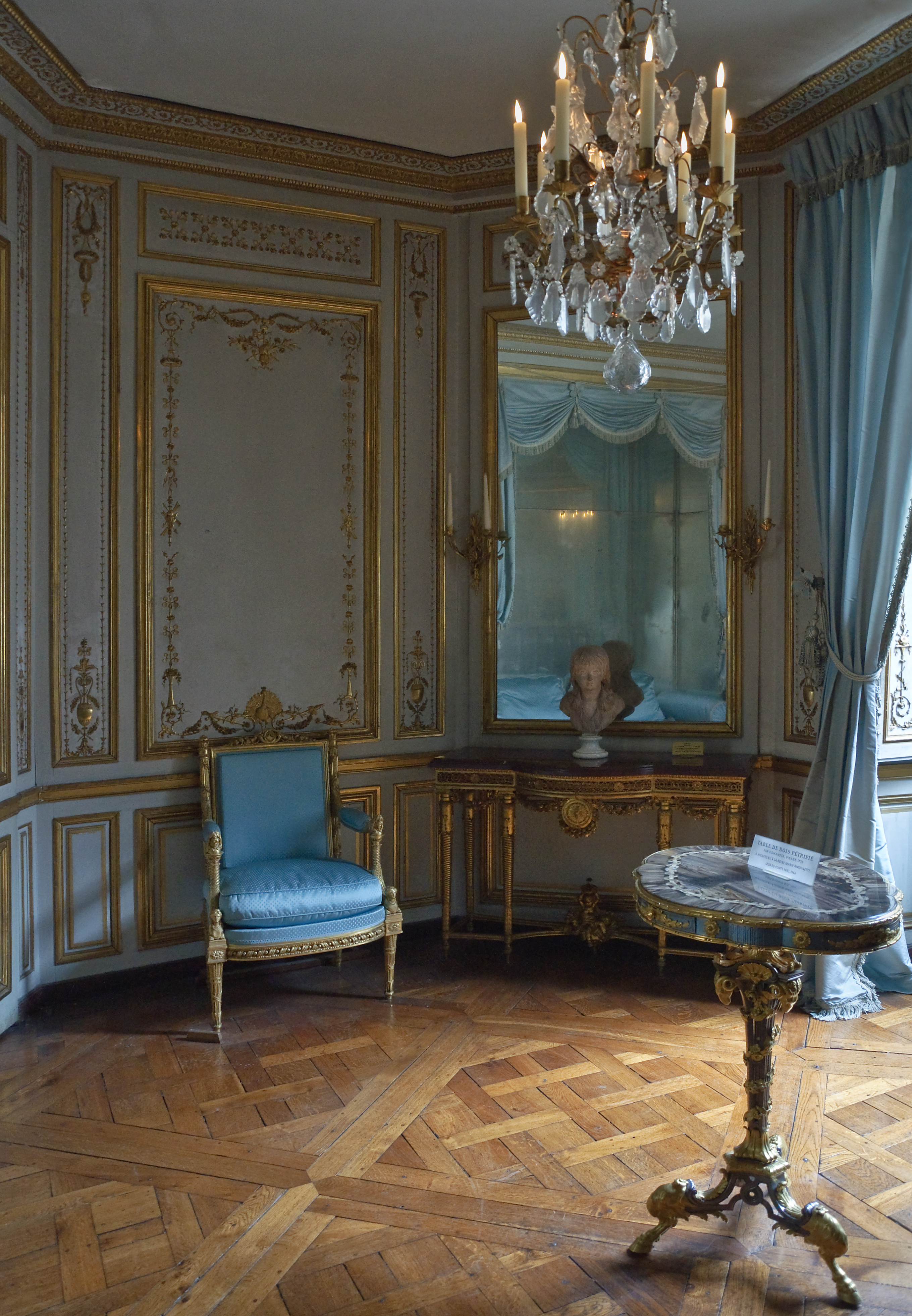
Le cabinet de la Méridienne au premier étage
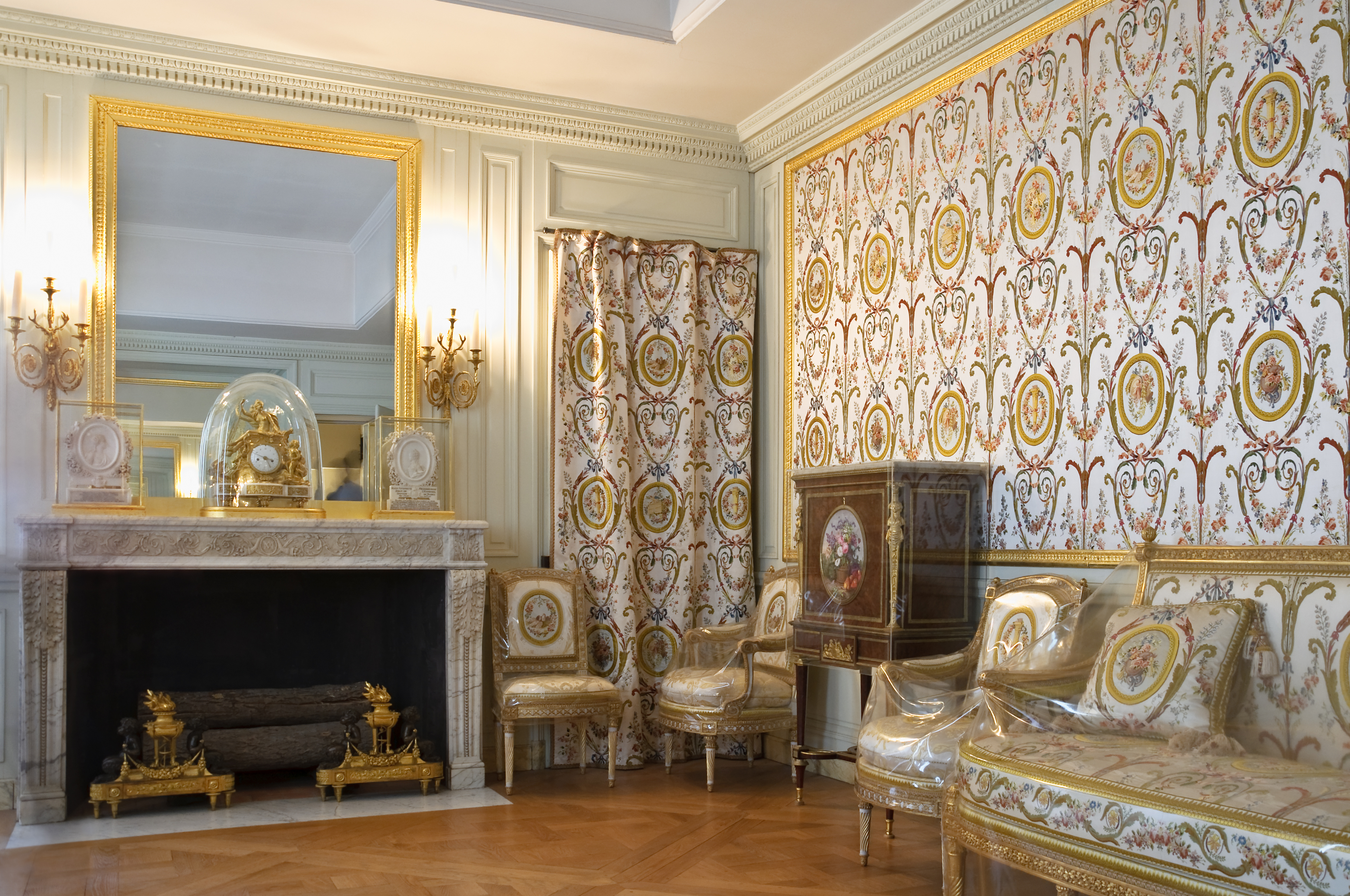
Le cabinet de billard au second étage
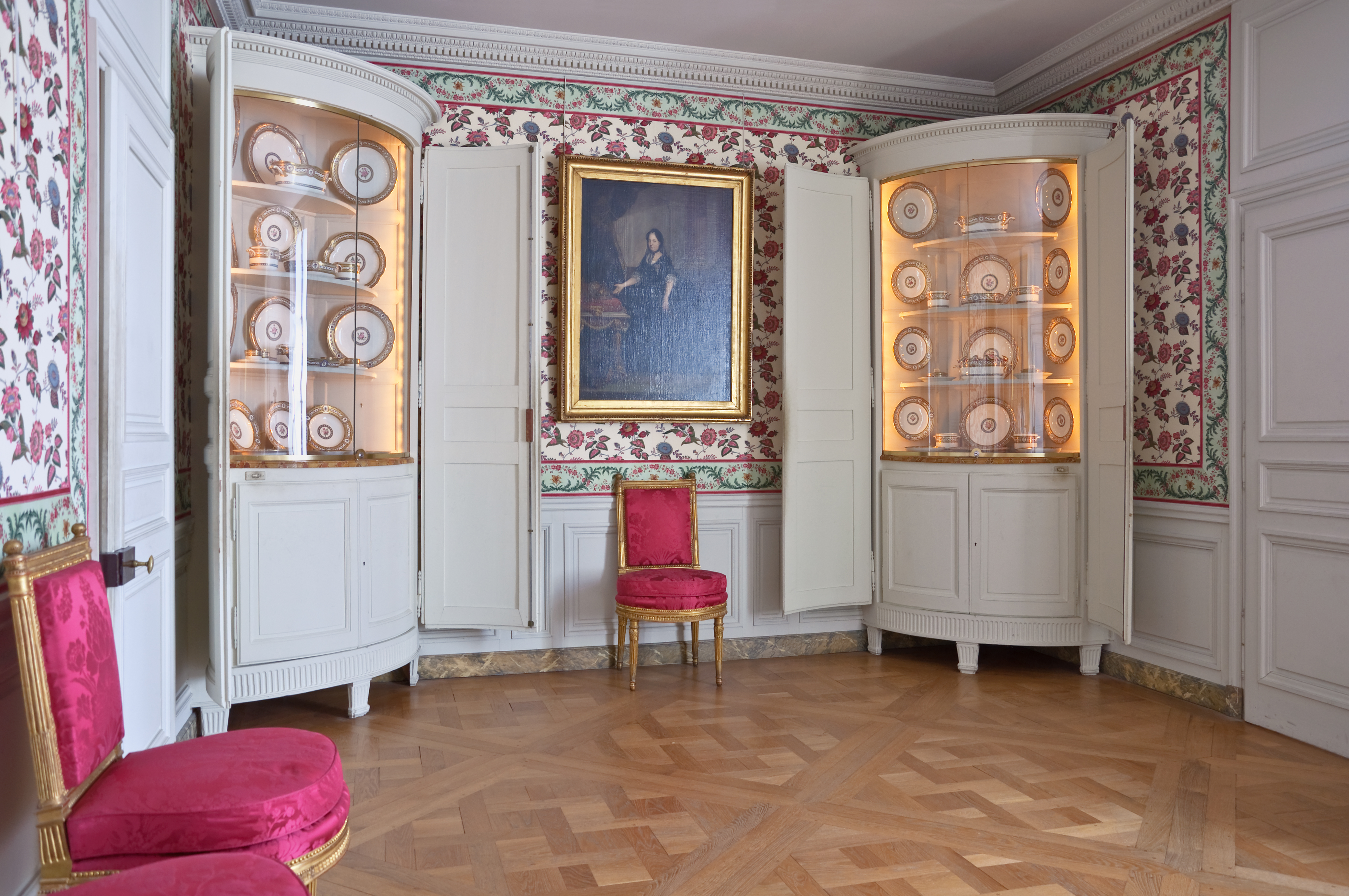
La salle à manger au second étage
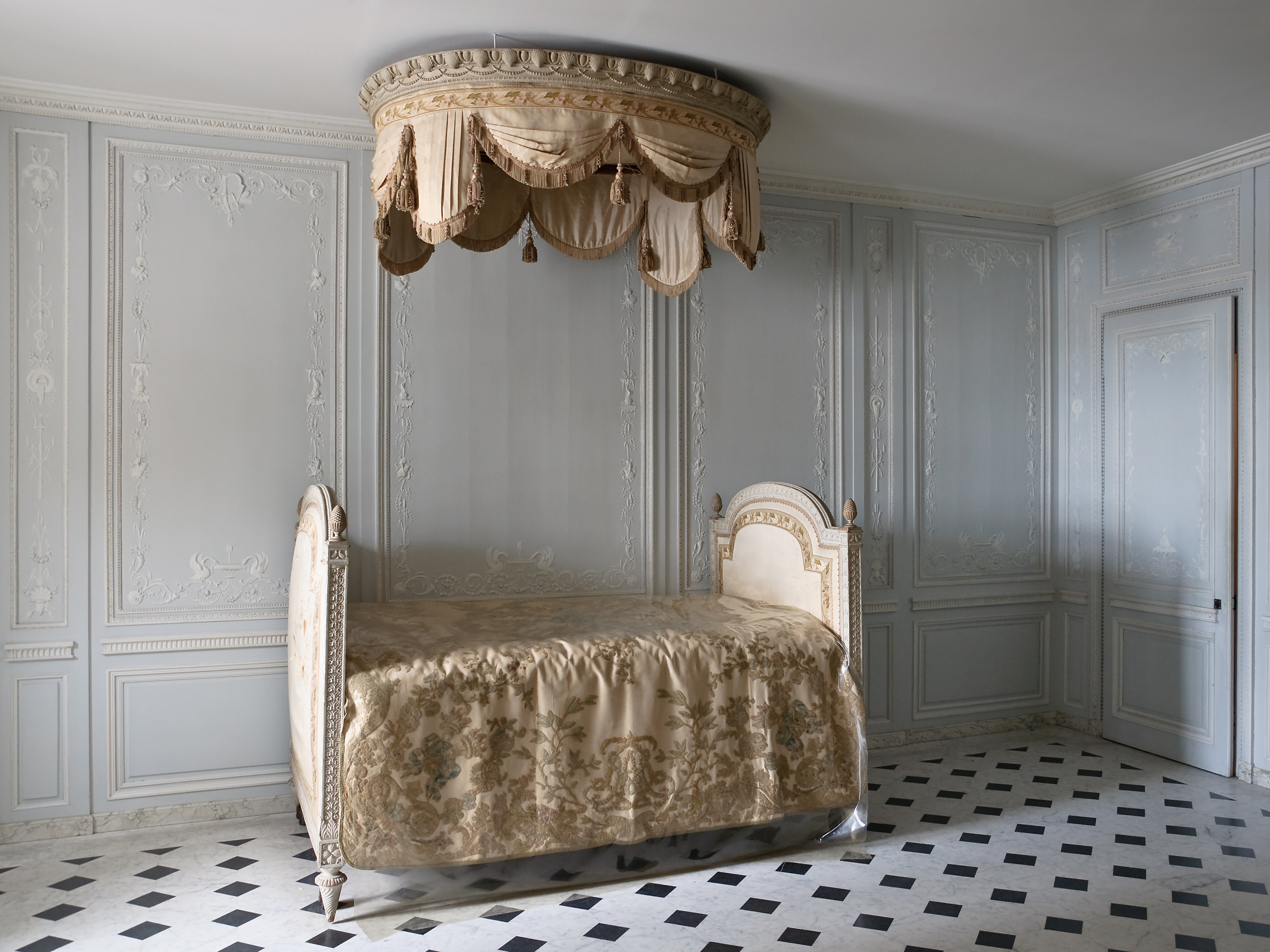
La salle de bains au rez-de-chaussée

(État ancien des lieux)